# Peter Assion (Volkskundler)
Peter Assion (* 5. August 1941 in Walldürn; † 1. April 1994 in Freiburg im Breisgau) war ein deutscher Volkskundler und Germanist.

## Leben und Ausbildung
Peter Assion wurde, bedingt durch Umstände des Zweiten Weltkrieges, in der Heimat seiner Mutter Johanna Assion, geborene Bausback, als Sohn des in Frankfurt/Offenbach tätigen Feintäschnermeisters Adolf Assion geboren. Peter Assion wurde von seiner Mutter in der Wallfahrtsstadt Walldürn katholisch erzogen. Seinen Vater, der im Winter 1941/42 in Russland fiel, hatte er nie gesehen. 
Während seiner Gymnasialzeit erhielt er für Aufsätze den Scheffelpreis und zeigte auch eine Begabung als Zeichner. Von 1961 bis 1969 studierte er in Heidelberg Germanistik, Romanistik und Politische Wissenschaften. In dieser Zeit absolvierte er auch ein Jahr an der FU Berlin als Student der Volkskunde. Mit dem von seinem Doktorvater, dem Altgermanisten und Fachprosaforscher Gerhard Eis 1965 erhaltenen Thema Die Mirakel der Hl. Katharina wurde Assion 1969 in Heidelberg promoviert. Bei Eis habilitierte sich Assion dann auch 1975 an der Universität Heidelberg für Deutsche Philologie und Volkskunde.

## Wirken
Assion war von 1969 bis 1980 Leiter der Badischen Landesstelle für Volkskunde in Freiburg und Privatdozent für Volkskunde in Heidelberg. Im Jahr 1980 wurde er Inhaber des Lehrstuhls für Europäische Ethnologie und Kulturforschung an der Philipps-Universität Marburg und 1991 des für Volkskunde an der Albert-Ludwigs-Universität Freiburg.
Neben den volkskundlichen Themen der Arbeiterkultur und der Auswanderung war ihm auch die traditionelle Erzählforschung ein Anliegen. Der Altgermanistik und der Fachprosaforschung, der auch seine Dissertation über die Wundergeschichten der Katharina von Alexandrien galt, blieb er jedoch zeitlebens verbunden.
Peter Assion wohnte in Walldürn (Ringstraße 40). Er starb in Freiburg im Breisgau und wurde auf dem Friedhof von Walldürn im Familiengrab seiner mütterlichen Familie Bausback beigesetzt.

## Veröffentlichungen (Auswahl)
- Die Mirakel der Hl. Katharina von Alexandrien. Untersuchungen und Texte zur Entstehung und Nachwirkung mittelalterlicher Wunderliteratur. Hochschulschrift Heidelberg (Dissertation) 1969.
- als Hrsg.: Ländliche Kulturformen im deutschen Südwesten. 1971.
- Jakob von Landshut. Zur Geschichte der jüdischen Ärzte in Deutschland. In: Sudhoffs Archiv. Band 53, 1969, S. 270–291; auch in: Medizin im mittelalterlichen Abendland. Hrsg. von Gerhard Baader und Gundolf Keil. Darmstadt 1982 (= Wege der Forschung. Band 363), S. 386–410.
- Altdeutsche Fachliteratur. Berlin 1973 (= Grundlagen der Germanistik. Band 13).
- Die Gräfin von Mansfeld als ärztliche Ratgeberin Luthers. In: Medizinhistorisches Journal. Band 6, 1971, S. 160–174. (Digitalisat)
- als Hrsg. mit Gundolf Keil: Fachprosaforschung. Acht Vorträge zur mittelalterlichen Artesliteratur. Berlin 1974.
- Fachprosaforschung und Volkskunde. In: Gundolf Keil, Peter Assion (Hrsg.): Fachprosaforschung. Acht Vorträge zur mittelalterlichen Artesliteratur. Berlin 1974, S. 140–166.
- als Hrsg. Forschungen und Berichte zur Volkskunde in Baden-Württemberg. 1973 und 1977.
- Geistliche und weltliche Heilkunst in Konkurrenz. In: Bayerische Jahrbuch für Volkskunde. 1976/77, S. 7–23.
- 650 Jahre Wallfahrt Walldürn. 1980.
- Der Hof Herzog Siegmunds von Tirol als Zentrum spätmittelalterlicher Fachliteratur. In: Gundolf Keil, Peter Assion, Willem Frans Daems, Heinz-Ulrich Roehl (Hrsg.): Fachprosa-Studien. Beiträge zur mittelalterlichen Wissenschafts- und Geistesgeschichte. Schmidt, Berlin 1982, ISBN 3-503-01269-9, S. 37–75.
- Das Arzneibuch der Landgräfin Eleonore von Hessen-Darmstadt. In: Medizinhistorisches Journal. Band 17, 1982, S. 317–338.
- als Hrsg. mit Gundolf Keil, Willem Frans Daems und Heinz-Ulrich Roehl: Fachprosastudien. Beiträge zur Wissenschafts- und Geistesgeschichte. Festschrift Gerhard Eis. E. Schmidt, Berlin 1982, ISBN 3-503-01269-9.
- mit Rolf Wilhelm Brednich: Bauen und Wohnen im deutschen Südwesten. 1984.
- ‘Das Seebuch’. In: Verfasserlexikon. 2. Auflage. Band 8 (1992), Sp. 1013–1017.